# Rubneribacter
Rubneribacter es un género de bacterias grampositivas de la familia Eggerthellaceae. Actualmente contiene una sola especie descrita: Rubneribacter badeniensis. Fue descrito en el año 2018. Su etimología hace referencia al médico alemán Max Rubner. El nombre de la especie hace referencia a Badenia, el nombre romano de Baden, Alemania. Es anaerobia estricta e inmóvil. Tiene un tamaño de 0,3 μm de ancho por 1 μm de largo. Catalasa y oxidasa negativas. Forma colonias pequeñas, blancas y semitraslúcidas en agar BHI tras 48-72 horas de incubación. Temperatura óptima de crecimiento de 37 °C. Tiene un contenido de G+C de 65,1%. Se ha aislado de una muestra de heces humanas en un paciente obeso en Alemania. 